# حادثه ۲۰۱۸ قطار امریتسار
حادثه ۲۰۱۸ قطار امریتسار، واقعه‌ای است که در ساعت ۱۸۳۰ عصر جمعه ۱۹ اکتبر رخ داد و طی آن یک قطار در نزدیکی شهر امریتسار، ایالت پنجاب، هند به انبوهی از مردم برخورد کرد، این حادثه باعث مرگ بیش از ۵۰ نفر و زخمی شدن دست‌کم ۲۰۰ نفر گردید.

## شرح
در عصر جمعه ۱۹ اکتبر ۲۰۱۸ ساعت ۱۸:۳۰ در نزدیکی شهر امریتسار، شهرستان امریتسار، ایالت پنجاب، هند یک قطار با سرعت زیاد به جمعیت انبوهی که برای تماشای جشن هندوی دوشرا بر روی ریل قطار و اطراف آن جمع شده بودند و صدای قطار را به دلیل جشن و پایکوبی و آتش‌بازی نشنیده بودند تصادف کرد. در این حادثه دست‌کم ۵۹ نفر کشته و بیش از ۱۰۰ نفر زخمی شدند.

## واکنش‌ها
- آماریندر سینگ، وزیر اول ایالت پنجاب این حادثه را «یک تراژدی واقعی» نامید.
- نارندرا مودی، نخست‌وزیر هند نیز این حادثه را «دلهره‌آور» توصیف کرده‌است.[۶]